# Jón Gíslason
Jón Benedikt Gíslason (* 31. Juli 1983 in Akureyri, Island) ist ein ehemaliger isländischer Eishockeyspieler, der den Großteil seiner Karriere bei Skautafélag Akureyrar in der isländischen Eishockeyliga unter Vertrag stand.

## Karriere
Jón Gíslason begann seine Karriere als Eishockeyspieler in seiner Geburtsstadt Akureyri beim Rekordmeister Skautafélag Akureyrar, für den er als 17-Jähriger in der isländischen Eishockeyliga debütierte. Nachdem er von 2001 bis 2005 mit seiner Mannschaft stets isländischer Meister geworden war, wechselte er für die Saison 2005/06 der Asia League Ice Hockey nach Peking zu den Nordic Vikings, einem Team, das jungen Skandinaviern internationale Spielpraxis vermitteln sollte. Mit den Vikings belegte er Platz fünf unter neun Mannschaften. Als die Nordic Vikings bereits nach einem Jahr ihren Spielbetrieb einstellten, kehrte Jón nach Akureyri zurück und gewann mit Skautafélag 2008, 2010 und 2011 erneut den isländischen Landesmeistertitel. Anschließend wechselte er in die zweithöchste dänische Spielklasse, die 1. division, zu Amager Ishockey, wo er bis Ende 2013 spielte. Seit Jahresbeginn 2014 stand er wieder bei Skautafélag Akureyrar unter Vertrag, wo er für beide Mannschaften (Vikingar und Jötnar) auf dem Eis steht. Mit Vikingar gewann er 2014, 2015, 2016, 2018 und 2019 zum wiederholten Male den isländischen Meistertitel. 2019 beendete er seine Karriere.

### International
Jón Gíslason spielte bereits als Jugendlicher für Island. Er nahm zunächst an den U-18-D-Europameisterschaften 1997 und 1998 teil. 2000 spielte er in der Europa-Division II der U-18-Weltmeisterschaft. 2001 misslang ihm, nach Umstellung des WM-Systems, mit seiner Mannschaft durch eine 4:5-Niederlage gegen die Türkei die Qualifikation für die Division III der U-18-Weltmeisterschaft. Mit der U-20-Auswahl der Isländer nahm er an der D-Weltmeisterschaft 2000 teil, belegte mit dem Team aber lediglich den letzten Platz. Im Folgejahr konnten die Isländer daher nicht an der Weltmeisterschaft teilnehmen, sondern mussten die Qualifikation für 2002 spielen, die sie durch Siege gegen Luxemburg (6:2) und Island (20:1) souverän erreichten. 2002 spielte er dann für Island in der Division III und ein Jahr später in der Division II.
Parallel zu den Einsätzen in den Juniorenteams spielte Jón Gíslason bereits in der Herren-Nationalmannschaft. Sein Debüt gab er als 16-Jähriger bei der D-WM 2000, als er mit den Isländern Platz fünf unter neun Teams belegte. Damit qualifizierte sich die Mannschaft nach der Umstrukturierung der Leistungsstufen der Weltmeisterschaften für die Division II, in der er bei den Titelkämpfen 2001, 2002, 2003, 2005, 2007, 2008, 2009, 2010, als er zum besten Spieler der isländischen Mannschaft gekürt wurde, 2011, 2012, 2013, 2014, 2015 und 2018 teilnahm. Nach zwischenzeitlichen Abstiegen spielte er 2004 und 2006 in der Division III, konnte dort aber mit seinem Team bei den Turnieren, die jeweils in Reykjavík ausgetragen wurden, den sofortigen Wiederaufstieg feiern. Zudem vertrat er seine Farben bei der Qualifikation für die Olympischen Winterspiele in Pyeongchang 2018.
Bei der U18-Weltmeisterschaft 2017 war er Assistenzcoach der isländischen Auswahl, die in der Division II spielte.

## Erfolge
- 2001 Isländischer Meister mit Skautafélag Akureyrar
- 2002 Isländischer Meister mit Skautfélag Akureyrar
- 2003 Isländischer Meister mit Skautfélag Akureyrar
- 2004 Aufstieg in die Division II bei der Herren-Weltmeisterschaft, Division III
- 2004 Isländischer Meister mit Skautfélag Akureyrar
- 2005 Isländischer Meister mit Skautfélag Akureyrar
- 2006 Aufstieg in die Division II bei der Herren-Weltmeisterschaft, Division III
- 2008 Isländischer Meister mit Skautfélag Akureyrar
- 2010 Isländischer Meister mit Skautfélag Akureyrar
- 2011 Isländischer Meister mit Skautfélag Akureyrar
- 2014 Isländischer Meister mit Skautfélag Akureyrar
- 2015 Isländischer Meister mit Skautfélag Akureyrar
- 2016 Isländischer Meister mit Skautfélag Akureyrar
- 2018 Isländischer Meister mit Skautfélag Akureyrar
- 2019 Isländischer Meister mit Skautfélag Akureyrar

## ALIH-Statistik
(Stand: Ende der Spielzeit 2012/13)